# Joseph Hekekyan
Joseph Hekekyan (né en 1807 et mort en 1875) est un égyptologue arménien ottoman.
Il dirige des fouilles à Memphis en 1852 et en 1854, financées par le gouvernement égyptien. Ces fouilles sont plus géologiques qu'archéologiques mais ont été capitales pour l'histoire de Memphis. Il s'agit sans aucun doute des premières fouilles « stratifiées » effectuées en Égypte.